# 真夏のイヴ
真夏のイヴ（まなつのイヴ）は、永井真理子の通算29枚目のシングル。1997年7月9日に東芝EMI（EAST WORLDレーベル）から発売された。

## 概要
前作『飛べない Big Bird』から2年ぶり、出産を経てリリースされた東芝EMI移籍第1弾シングル。
表題曲はアニメ映画『天地無用! 真夏のイヴ』の主題歌。作曲・プロデュースは当時永井と同じ事務所だったDREAMS COME TRUEの中村正人が担当。永井は中村が作ったメロディを聴いて10日間で詞を書き上げたという。
同楽曲で「ミュージックステーション」等の音楽番組出演時には同じくDREAMS COME TRUEの西川隆宏がゲストキーボーディストとして出演した。
初回生産分には、同映画のメインビジュアルが描かれたオリジナルステッカーが封入されていた。

## 収録曲
1. 真夏のイヴ
作詞：永井真理子／作曲・編曲：中村正人／演奏時間 4:15
角川アニメ映画『天地無用! 真夏のイヴ』メイン・テーマ
2. 真夏のイヴ（DOCTOR MASA-MIX）
演奏時間 4:33
3. 真夏のイヴ（Instrumental）

## レコーディング・メンバー
- 中村正人 - Bass、Synthesizers・Strings・Brass・Percussion programming、Backing Vocal
- 高田二郎 - Guitars
- 大谷幸 - Piano
- 渡嘉敷祐一 - Drums
- 西川隆宏 - Production assistant